# Nucleotidiltransferase

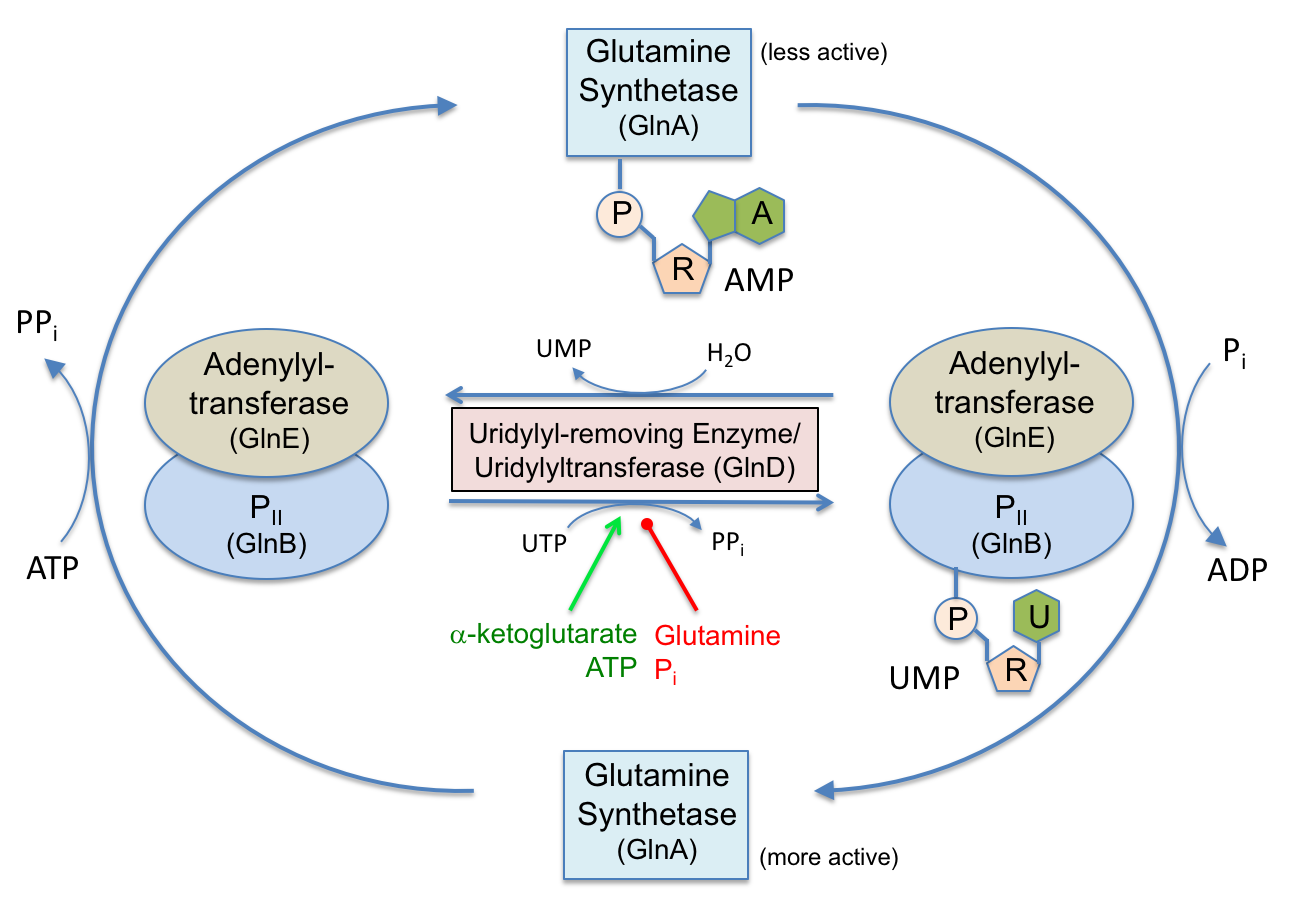
Regulação da glutamina sintase bacteriana (GlnA) por adenililação e (indiretamente) por uridililação. A uridililtransferase (GlnD) uridilila a proteína PII reguladora (GlnB) que determina se adenilato de adeniltransferase (GlnE) ou desadienilatos sintetase de glutamina. GlnD é uma enzima bifuncional que tanto anexa como remove o UMP de GlnB. GlnD é activado por α-cetoglutarato e ATP (verde) mas inibida por glutamina e inorgânico fosfato (P_{i,} em vermelho). Os nomes das proteínas são os da E. coli. Homólogos em outras bactérias podem ter nomes diferentes.

As nucleotidiltransferases são enzimas transferase de grupos contendo fósforo, por exemplo, substituintes de ácidos nucleotidílicos ou simplesmente monofosfatos de nucleósidos. A reação geral de transferir uma porção de monofosfato de nucleósido de A para B, pode ser escrita como:
A - P - N + B {\displaystyle \leftrightharpoons } A + B- P - N
Por exemplo, no caso das polimerases, A é pirofosfato e B é o polinucleótido nascente. Eles são classificados sob o número CE 2.7.7 e podem ser categorizados em:
1. Uridililtransferases, que transferem os grupos uridilila
2. Adeniltransferases, que transferem grupos adenilila
3. Guanililtransferases, que transferem grupos guanosina
4. Cititidililtransferases, que transferem os grupos citidilila
5. Timidililtransferases, que transferem grupos timidila

## Papel no metabolismo
Muitas enzimas metabólicas são modificadas por nucleotiltransferases. A fixação de um AMP (adenililação) ou UMP (uridililação) pode ativar ou inativar uma enzima ou alterar sua especificidade (ver figura). Essas modificações podem levar a intrincadas redes reguladoras que podem sintonizar atividades enzimáticas de forma que somente os compostos necessários sejam produzidos (aqui: glutamina).

## Papel nos mecanismos de reparo de DNA
A nucleotidiltransferase é um componente da via de reparo para reparo por excisão de base de nucleotídeo único. Este mecanismo de reparo começa quando um único nucleotídeo é reconhecido pela glicosilase de DNA como incorretamente combinado ou foi mutado de alguma forma (luz UV, mutagênico químico, etc.) e é removido. Posteriormente, uma nucleotidila tranferase é usada para preencher a lacuna com a base correta, usando a fita modelo como referência.